# 크로넛

크로넛 단면

크로넛(Cronut)은 페이스트리의 한 종류이다. 도넛과 비슷한 형태이며, 크루아상 같은 반죽에 향미 크림을 채우고 포도씨유에 튀겨서 만든다. 크로넛은 2013년 프랑스의 페이스트리 제빵사 도미니크 앙셀이 고안하여 상표를 등록하였다.

## 어원
크로넛은 크루아상(croissant)과 도넛(donut)의 합성어이다.

## 기원

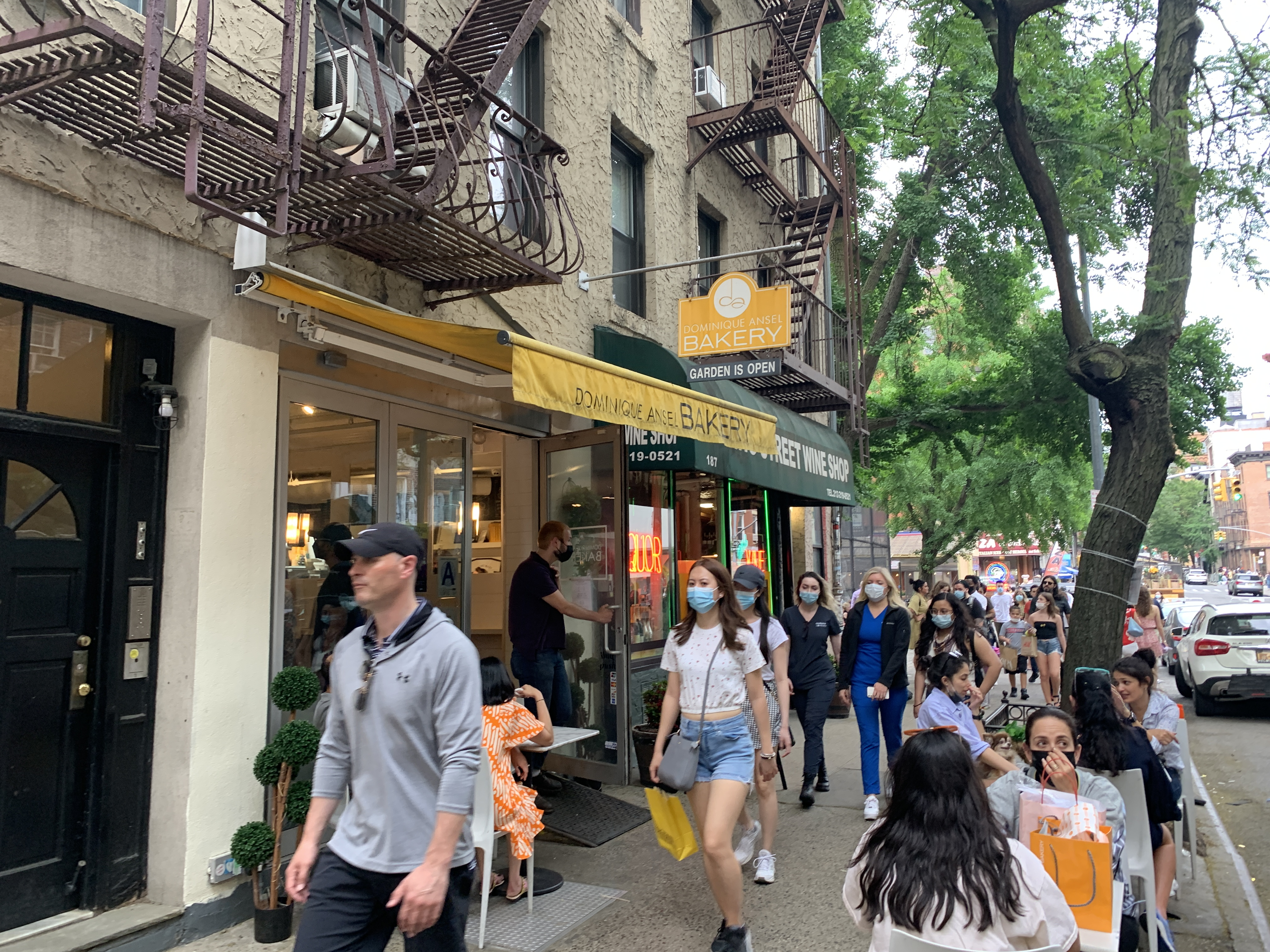
뉴욕시에 위치한 도미니크 앙셀 베이커리

2013년 프랑스인 베이커리 오너 도미니크 앙셀은 크루아상(그가 더 잘 알고 있던 페이스트리)과 비슷한 반죽 안에 향미 크림을 넣은 페이스트리를 만들었다. 앙셀이 이 페이스트리의 레시피를 완성하는 데는 두 달이 걸렸다.
앙셀은 2013년 5월 10일 뉴욕 소호 지역의 도미니크 앙셀 베이커리에서 크로넛을 소개하였고, 그날 밤 뉴욕지의 온라인 레스토랑 블로그 그럽 스트리트의 한 블로거가 이 새로운 페이스트리에 대한 게시물을 올렸다. 해당 기사는 온라인상에서 많은 관심과 확산을 불러일으켰고, 사흘째에는 매장 밖에 백 여명이 넘는 사람들이 크로넛을 사기 위해 줄을 섰다.
페이스트리를 소개한 지 9일 이내에 앙셀은 미국 특허청에 "크로넛"(Cronut)이라는 이름의 상표를 신청하였고 등록 승인을 받았다.

## 유사품
크로넛이 출시된 후 켈로넛(Kelownut), 도우상(Doughssant), 크럴란트(Crullant), 조넛(zonut) 등과 같이 다른 이름을 가진 제품을 포함한 유사품이 전 세계적으로 생겨났다.
도미니크 앙셀은 2015년 자신의 요리책 《도미니크 앙셀: 비밀 레시피》(Dominique Ansel: The Secret Recipes)를 통해서 제빵사들이 집에서 시도해볼 수 있는 가정용 크로넛 레시피를 공개하였다. 이 레시피는 앙셀의 베이커리에서 만드는 오리지널 페이스트리과 마찬가지로 제조 과정에 3일이 걸린다.

## 반응
2013년 5월 레스토랑 평론가 테잘 라오는 《빌리지 보이스》 기고를 통해 크로넛을 앙셀의 "걸작"(masterpiece)으로 선언하였다. 《타임》은 크로넛을 2013년 최고의 "매우 재미있는" 발명품 중 하나로 선정하였다.

## 같이 보기
- 크러핀
- 크로플